# 686 до н. е.

## Події
686 року до н. е. відбулося два кільцеподібних сонячних затемнення: 6 травня і 31 жовтня.